# Koza biała uszlachetniona

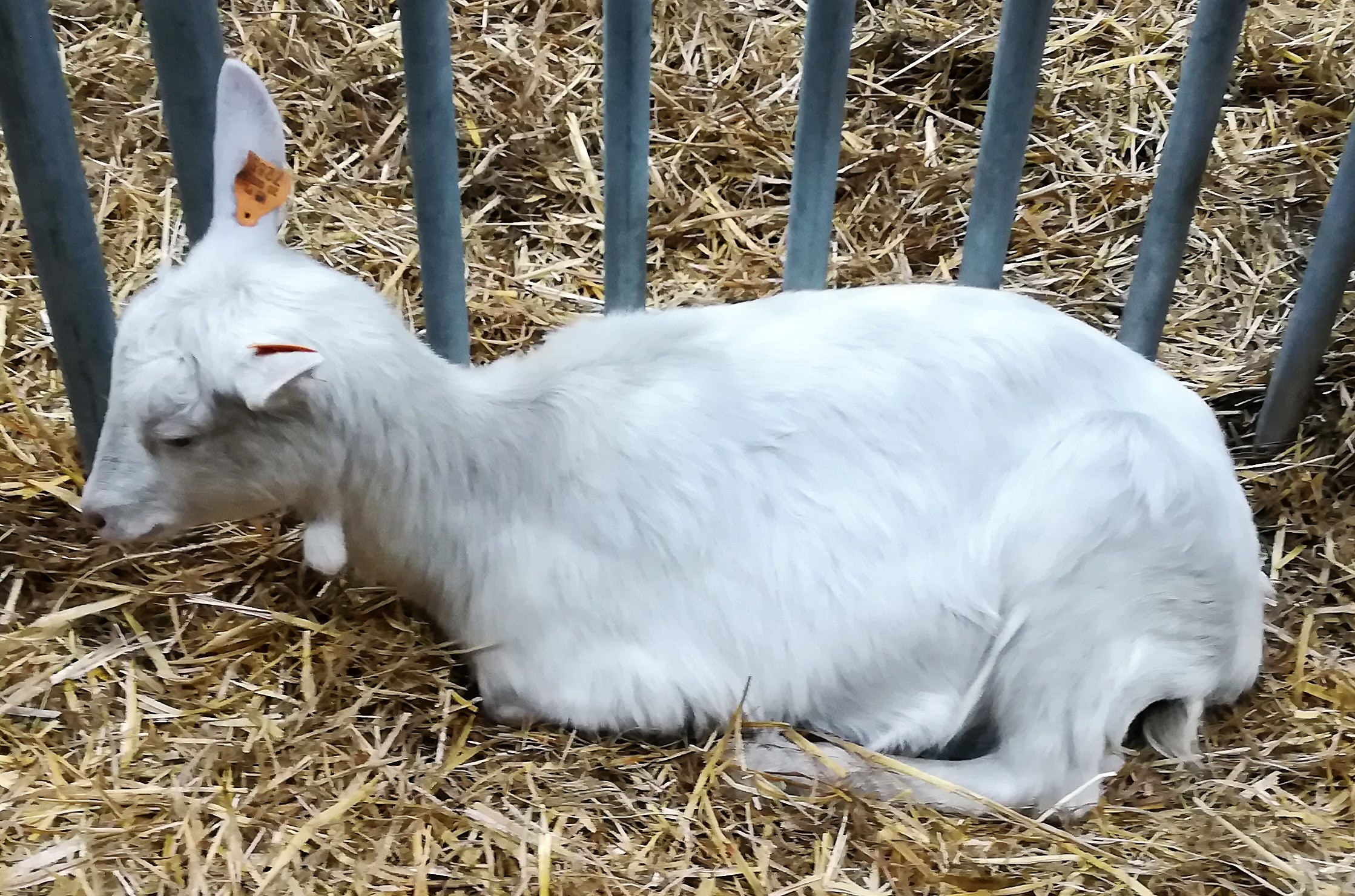
Koza polska biała uszlachetniona w wieku 7-8 miesięcy

Koza biała uszlachetniona (polska biała uszlachetniona) – rasa kozy domowej charakteryzująca się krótkim, połyskującym, przylegającym do skóry włosem o białym umaszczeniu, a także wydatnym wymieniem o zazwyczaj kulistym kształcie. Zaliczana do typu wszechstronnie użytkowego. Została wyhodowana w Polsce w połowie XX wieku z białych kóz lokalnych uszlachetnionych kozłami ras saaneńskiej, czeskiej białej krótkowłosej i białej szlachetnej niemieckiej. Jej hodowla rozpoczęła się najwcześniej w województwie opolskim. Wraz z kozą barwną uszlachetnioną jest najpopularniejszą w Polsce rasą kóz.
Wygląd bardzo podobny do kóz rasy saaneńskiej. Głowa o prostym profilu, średniej długości, stosunkowo szeroka. Uszy ustawione do góry i skierowane do przodu. Ciało pokryte krótką i lśniącą sierścią. Wśród przedstawicieli obojga płci występują zarówno osobniki rogate, jak i bezrogie. U niektórych kóz tej rasy spotykane są dwa tzw. dzwonki na szyi oraz broda na żuchwie.
Wydajność mleka w okresie laktacji wynosi średnio od 650 do 1000 kg (maksymalnie 1400 kg). Zawartość tłuszczu w mleku 3,3–3,8%, a białka 2,8–3,0%. Mleko kóz tej rasy zawiera mniej cholesterolu i więcej składników mineralnych (Ca, P, Mg) niż mleko kóz barwnych uszlachetnionych.
Kozy tej rasy osiągają plenność 160–180%. Masa ciała kóz w wieku 3 lat wynosi 45–65 kg, a kozłów (w wieku 2 lat) 60–100 kg. Wysokość w kłębie sięga 70 cm u samic i 80 cm u samców.